# Paramonacanthus cryptodon
Paramonacanthus cryptodon és una espècie de peix de la família dels monacàntids i de l'ordre dels tetraodontiformes.

## Morfologia
- Els mascles poden assolir 7 cm de longitud total.[4][5]

## Hàbitat
És un peix marí, de clima tropical i associat als esculls de corall.

## Distribució geogràfica
Es troba des de Tailàndia fins a Sulawesi i les Filipines.

## Observacions
És inofensiu per als humans.